# Felice Romani
Felice Romani (31. ledna 1788 Janov – 28. ledna 1865 Moneglia) byl italský básník, operní libretista a literární vědec. Je považován za nejvýznamnějšího libretistu v období mezi Metastasiem a Boitem.

## Život
Narodil se v rodině úředníka v Janově. Studoval práva a literaturu v Pise a v Janově. Již během studia na univerzitě v Janově překládal francouzskou literaturu a s kolegy připravoval šestidílný slovník mytologie a starožitností, včetně historie Keltů na italském území. Zájem a znalosti z těchto oborů se odrazily i v jeho tvorbě. Většina jeho operních libret pochází z mytologie nebo francouzských zdrojů.
Poté, co odmítl nabídku zaměstnání na janovské univerzitě odscestoval do Francie. Navštívil Španělsko, Řecko a Německo. Do Milána se vrátil v roce 1812 nebo 1813. Seznámil se s vůdčími osobnostmi italského literárního a hudebního života. Odmítl nabídku z Vídně stát se dvorním básníkem a zahájil svou kariéru operního libretisty. Poté, co napsal dvě úspěšná libreta pro skladatele Johanna Simona Mayra byl přijat jako libretista do slavného divadla La Scala. Stal se záhy nejžádanějším libretistou od dob Pietra Metastasia. Napsal téměř stovku libret, které zhudebňovali přední skladatelé té doby. Pro svou druhou operu Un giorno di regno (Jeden den králem), použil Romaniho libreto, původně napsané pro Vojtěcha Jírovce, i Giuseppe Verdi.
V roce 1834 se Romani stal vydavatelem listu Gazzetta Ufficiale Piemontese, do kterého přispíval literárními kritikami. V roce 1841 publikoval sbírku lyrických básní. Zemřel 28. ledna 1865 Moneglii.
V Moneglii působí hudební společnost nesoucí jeho jméno: Associazione Musicale Felice Romani.

## Dílo
U názvu libreta jsou uvedeni skladatelé, kteří je zhudebnili, rok premiéry opery a případně název opery, pokud se liší od názvu libreta.
- La rosa bianca e la rosa rossa
  - Johann Simon Mayr (1813)
  - Pietro Generali (1818)

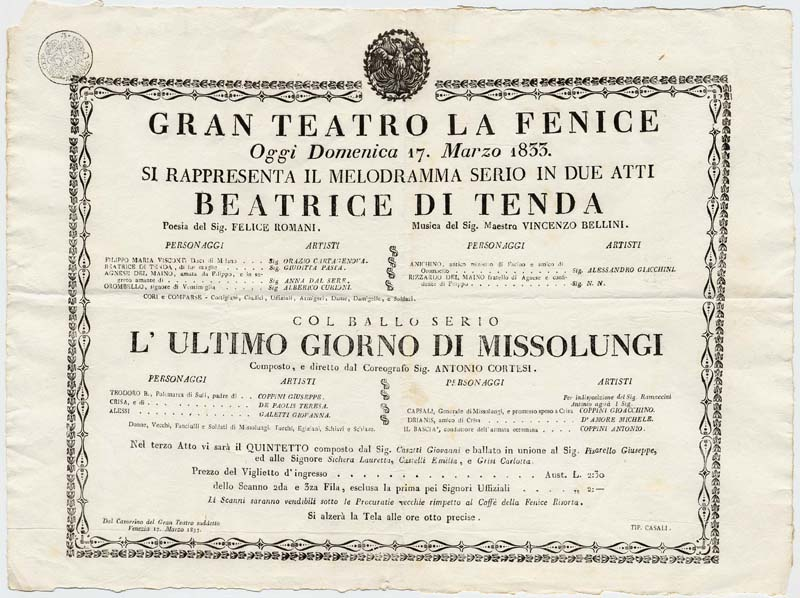
Plakát k premiéře Belliniho opery Beatrice di Tenda v divadle Teatro La Fenice v Benátkách roku 1833.

  - Tomás Genovés y Lapetra, Enrico y Clotilde (1831)
- Medea in Corinto
  - Johann Simon Mayr (1813)
  - Prospero Selli (1839)
  - Saverio Mercadante, Medea, úprava Salvadore Cammarano (1851)
- Aureliano in Palmira
  - Gioachino Rossini (1813)
- Atar ossia Il serraglio di Ormus
  - Johann Simon Mayr (1814)
  - Carlo Coccia, Atar ou O serralho de Ormuz (1820)
  - Luiz Antonio Miró, Atar ou O serralho d'Ormus (1836)
- Il Turco in Italia
  - Gioachino Rossini (1814)
- Le due duchesse ossia La caccia ai lupi
  - Johann Simon Mayr (1814)
  - Filippo Celli (1824)
- L'ira di Achille
  - Giuseppe Nicolini (1814)
- La testa di bronzo o sia La capanna solitaria
  - Carlo Evasio Soliva (1816)
  - Saverio Mercadante (1827)
  - Giacomo Fontemaggi (1835)
  - Vincenzo Mela (1855)
- Maometto
  - Peter von Winter (1817)
- Rodrigo di Valenza
  - Pietro Generali (1817)
  - Ferdinando Orlandi (1820)
  - Filippo Chimeri, Elmonda di Valenza (1845)
- Mennone e Zemira
  - Johann Simon Mayr (1817)
- La gioventù di Cesare
  - Stefano Pavesi (1814)
- Le zingare dell'Asturia
  - Carlo Evasio Soliva (1817)
- Adele di Lusignano]'
  - Michele Carafa (1817)
  - Ramón Carnicer (1819)
- I due Valdomiri
  - Peter von Winter (1817)
- Gianni di Parigi
  - Francesco Morlacchi (1818)
  - Giovanni Antonio Speranza (1836)
  - Gaetano Donizetti (1839)
- Il finto Stanislao
  - Vojtěch Jírovec (1818)
  - Giuseppe Verdi, Un giorno di regno (1840)
- Il barone di Dolshein
  - Giovanni Pacini (1818)
  - Franz Schoberlechner (1827)
- Danao
  - Johann Simon Mayr (1818)
  - Giuseppe Persiani, Danao re d'Argo (1827)
- Gl'Illinesi
  - Francesco Basily (1819)
  - Francesco Sampieri (1823)
  - Luigi Viviani, L'eroe francese (1826)
  - Feliciano Strepponi (1829)
  - Pietro Antonio Coppola (1835)
  - Francisco Gomez, Irza (1845)
- Clemenza d'Entragues
  - Vittorio Trento (1819)
- Il falegname di Livonia
  - Giovanni Pacini (1819)
- Il califo e la schiava
  - Francesco Basily (1819)
  - Gioachino Rossini, Adina, úprava Gherardo Bevilacqua Aldobrandini (1826)
  - Giovanni Quaquerini (1842)
- Bianca e Falliero o sia Il consiglio dei tre
  - Gioachino Rossini (1819)
- Vallace o sia L'eroe scozzese
  - Giovanni Pacini (1820)
- La sacerdotessa d'Irminsul
  - Giovanni Pacini (1820)
- I due Figaro o sia Il soggetto di una commedia
  - Michele Carafa (1820)
  - Giovanni Panizza (1824)
  - Dionisio Brogliardi (1825)
  - Saverio Mercadante (1835)
  - Giovanni Antonio Speranza (1839)
- Margherita d'Anjou
  - Giacomo Meyerbeer (1820)
- Donna Aurora o sia Il romanzo all'improvviso
  - Francesco Morlacchi (1821)
- La voce misteriosa
  - Giuseppe Mosca (1821)
  - Carlo Mellara (1823)
- Atalia
  - Johann Simon Mayr (1822)
- L'esule di Granata
  - Giacomo Meyerbeer (1822)
  - Giovanni Tadolini, Almanzor (1827)
- Adele ed Emerico ossia Il posto abbandonato
  - Saverio Mercadante (1822)
- Chiara e Serafina ossia Il pirata
  - Gaetano Donizetti (1822)
  - Alberto Mazzucato, I corsari, úprava Temistocle Solera (1840)
- Amleto
  - Saverio Mercadante (1822)
- Chi fa così, fa bene
  - Feliciano Strepponi (1823)
- Abufar, ossia La famiglia araba
  - Michele Carafa (1823)
  - Manuel García padre, El Abufar (1827)
- Francesca da Rimini
  - Feliciano Strepponi (1823)
  - Luigi Carlini (1825)
  - Saverio Mercadante (1828)
  - Massimiliano Quilici (1829)
  - Giuseppe Staffa (1831)
  - Giuseppe Fournier (1832)
  - Giuseppe Tamburini (1835)
  - Emanuele Borgatta (1837)
  - Francesco Morlacchi (composta nel 1840, incompiuta)
  - Francesco Canneti (1843)
  - Giovanni Franchini (1857)
- Egilda di Provenza
  - Stefano Pavesi (1823)
  - Evangelista Pareira da Costa, Egilda de Provenca (1827)
- Amina ovvero l'innocenza perseguitata
  - Giuseppe Rastrelli (1824)
  - Antonio D'Antoni (1825)
  - Carlo Valentini, Amina, ossia L'orfanella di Ginevra, úprava Andrea Leone Tottola (1825)
- Elena e Malvina
  - Carlo Evasio Soliva (1824)
  - Ramón Carnicer, Elena y Malvina (1829)
  - Francesco Vincenzo Schira (1832)
  - Giuseppe Mazza (1834)
  - Egisto Vignozzi (1835)
- Il sonnambulo
  - Michele Carafa (1824)
  - Luigi Ricci (1830)
  - Carlo Valentini (1834)
  - Luiz Antonio Miró, O sonambulo (1835)
  - Salvatore Agnelli, Il fantasma (1842)
  - Giuseppe Persiani, Il fantasma (1843)
- Gli avventurieri
  - Giacomo Cordella (1825)
  - Luigi Felice Rossi (1835)
  - Carlo Valentini (1836)
  - Antonio Buzzolla (1842)
  - Antonio Cagnoni, Amori e trappole, úprava Marco Marcelliano Marcello (1850)
- Giulietta e Romeo
  - Nicola Vaccaj (1825)
  - Eugenio Torriani (1828)
  - Vincenzo Bellini, I Capuleti e i Montecchi (1830)
- Il montanaro
  - Saverio Mercadante (1827)
  - Pietro Campiuti, L'incognito (1832)
  - Giovan Battista Cagnola, Il podestà di Gorgonzola (1854)
- La selva d'Hermanstadt
  - Felice Frasi (1827)
- Il pirata
  - Vincenzo Bellini (1827)
- Gastone di Foix
  - Giuseppe Persiani (1827)
  - Franciszek Mirecki, Cornelio Bentivoglio (1844)
- Il divorzio Persiano ossia Il gran bazzarro di Bassora
  - Pietro Generali (1828)
  - Feliciano Strepponi, L'ullà di Bassora (1831)
  - Giuseppe Gerli, Il pitocco (1834)
  - Giuseppe Mazza (1836)
- I saraceni in Sicilia ovvero Eufemio di Messina
  - Francesco Morlacchi (1828)
  - Daniele Nicelli, Il proscritto di Messina (1829)
  - Giuseppe Persiani, Eufemio di Messina ovvero La distruzione di Catania (1829)
  - Francesco Morlacchi, Il rinnegato (1832)
  - Ramón Carnicer, Eufemio da Messina o Los sarracenos en Sicilia (1832)
  - Alessandro Curmy, Il proscritto di Messina (1843)
  - Angelo Agostini, Il rinnegato (1858)
- Alcina, regina di Golconda
  - Gaetano Donizetti (1828)
- Colombo
  - Francesco Morlacchi (1828)
  - Luigi Ricci (1829)
  - Ramón Carnicer, Cristoforo Colombo (1831)
  - Luigi Bottesini, Cristoforo Colombo (1848)
  - Carlo Emanuele De Barbieri, Columbus (1848)
  - Vincenzo Mela, Cristoforo Colombo (1857)
  - Felicita Casella, Cristoforo Colombo (1865)
  - Giuseppe Marcora (1869)
- La straniera
  - Vincenzo Bellini (1829)
- Rosmonda
  - Carlo Coccia (1829)
  - Gaetano Donizetti, Rosmonda d'Inghilterra (1834)
  - Antonio Belisario (1835)
  - Pietro Tonassi a Pietro Collavo, Il castello di Woodstock (1839)
  - Otto Nicolai, Enrico II (1839)
- Saul
  - Nicola Vaccaj (1829)
  - Ferdinando Ceccherini (1843)
  - Giovanni Antonio Speranza (1844)
- Zaira
  - Vincenzo Bellini (1829)
  - Alessandro Gandini (1829)
  - Saverio Mercadante (1831)
  - Antonio Mami (1845)
- Giovanna Shore
  - Carlo Conti (1829)
  - Lauro Rossi (1836)
  - Enrico Lacroix (1845)
  - Vincenzo Bonnetti (1853)
- La rappresaglia
  - Saverio Mercadante (1829)
- Bianca di Belmonte
  - Luigi Riesck (1829)
  - Tomás Genovés y Lapetra (1833)
- Annibale in Torino
  - Luigi Ricci (1830)
- Anna Bolena
  - Gaetano Donizetti (1830)
- Il romito di Provenza
  - Pietro Generali (1831)
  - M. A. Sauli (1846)
- La sonnambula
  - Vincenzo Bellini (1831)
- Il disertore svizzero ovvero La nostalgia
  - Cesare Pugni (1831)
  - Lauro Rossi (1832)
  - Angelo Pellegrini (1841)
  - Giovanni Battista Meiners (1842)
- La neve
  - Luigi Ricci (1831)
- Norma
  - Vincenzo Bellini (1831)
- I normanni a Parigi
  - Saverio Mercadante (1832)
- Ugo, Conte di Parigi
  - Gaetano Donizetti (1832)
  - Alberto Mazzucato (1843)
- L'elisir d'amore
  - Gaetano Donizetti (1832)
- Ismalia ossia Morte ed amore
  - Saverio Mercadante (1832)
  - Ramón Carnicer (1838)
  - Vicenc Cuyás y Borés, La fattucchiera (1838)
- Il segreto
  - Luigi Maiocchi (1833)
  - Placido Mandanici (1836)
- Caterina di Guisa
  - Carlo Coccia (1833)
  - Giuseppe Mazza (1836)
  - Luigi Savi (1838)
  - Fabio Campana (1838)
  - Francesco Chiaromonte (1850)
  - Antonio Gandolfi (1859)
  - Cenobio Paniagua y Vasquez (1859)
  - Beniamino Rossi (1861)
  - Giacomo Nascimbene, Enrico di Guisa (1868)
- Il conte d'Essex
  - Saverio Mercadante (1833)
- Parisina
  - Gaetano Donizetti (1833)
  - Tomás E. Giribaldi (1878)
- Beatrice di Tenda
  - Vincenzo Bellini (1833)
  - Rinaldo Ticci (1837)
  - Frederico Guimarães, Beatriz (1882)
- Il contrabbandiere
  - Cesare Pugni (1833)
  - Natale Perelli (1842)
- I due sergenti
  - Luigi Ricci (1833)
  - Alberto Mazzucato (1841)
  - Gualtiero Sanelli (1842)
- Lucrezia Borgia
  - Gaetano Donizetti (1833)
- La figlia dell'arciere
  - Carlo Coccia (1834)
  - Gaetano Donizetti, Adelia, 3. jednání Girolamo Maria Marini (1841)
  - Carlo Pedrotti (1844)
  - Valdemaro de Barbarikine, Adelia (1877)
- Un'avventura di Scaramuccia
  - Luigi Ricci (1834)
- Emma d'Antiochia
  - Saverio Mercadante (1834)
  - Giovanni Bracciolini, Emma e Ruggero (1838)
  - Vincenzo Pontani, Emma e Ruggero (1852)
  - Carlo Lovati-Cozzulani, Alda (1866)
  - Ercole Cavazza, Emma (1877)
- Un episodio del San Michele
  - Cesare Pugni (1834)
  - Giuseppe Concone (1836)
  - Luigi Savi, L'avaro (1840)
  - Ermanno Picchi, Il tre di novembre (1844)
  - Giuseppe Lombardini, La sartina e l'usurajo (1853)
  - Pietro Repetto, Un episodio del San Michele (1855)
  - Guglielmo Quarenghi, Il dì di San Michele (1863)
  - Carlo Brizzi, L'avaro (1877)
- Uggero il danese
  - Saverio Mercadante (1834)
- La gioventù di Enrico V
  - Saverio Mercadante (1834)
- Francesco Donato ossia Corinto distrutta
  - Saverio Mercadante (1835)
  - Pietro Raimondi (1842)
- Odio e amore
  - Mariano Obiols (1837)
  - Alfonso Cosentino, Laurina (1858)
- La solitaria delle Asturie o sia La Spagna ricuperata
  - Carlo Coccia (1838)
  - Saverio Mercadante (1840)
  - Luigi Ricci (1845)
  - Giuseppe Sordelli (1846)
  - Giuseppe Winter, Matilde di Scozia (1852)
- La spia ovvero Il merciaiuolo americano
  - Angelo Villanis (1850)
- Edita di Lorno
  - Giulio Litta (1853)
- Cristina di Svezia
  - Sigismund Thalberg (1855)